# Quilombo do Ambrósio
O Quilombo do Ambrósio foi a capital da confederação Quilombo do Campo Grande, composta por 27 quilombos localizados em pontos do território das atuais regiões Centro, Centro-Sul, Centro-Oeste, Alto Paranaíba e Triângulo Mineiro. Liderada pelo Rei Ambrósio, um negro brasileiro nascido de ventre livre, essa confederação resistiu, entre 1726 e 1760, a diversas investidas  de poderosas tropas mercenárias enviadas pelo então governador da Capitania, Gomes Freire de Andrade.
Durante muitos anos, acreditava-se que a confederação se limitava ao quilombo localizado na divisa entre Ibiá e Campos Altos. Em 1995, no seu livro Quilombo do Campo Grande – A História de Minas Roubada do Povo (em 4ª edição (2025), com 1048 página e com 2.794 notas documentais de rodapé), o pesquisador Tarcísio José Martins demonstrou que o Quilombo do Ambrósio, noticiado desde 1726 e atacado em 1746, estava situado em Cristais e foi o maior e mais duradouro quilombo de Minas Gerais. O quilombo de Ibiá foi o segundo Quilombo do Ambrósio, atacado somente em 1759. O Rei Ambrósio foi dado como morto somente em 1759 e a sua morte ocorreu no Quilombo da Pernaíba, localizado no atual território de Patrocínio.

## O mapa do Campo Grande, feito pelo Capitão França
O pesquisador Tarcísio José Martins, por indicação de Hélio Gravatá, do Arquivo Público Mineiro, localizou e fotografou os originais do Mapa de Todo Campo Grande, Tanto da Parte da Conquista, que Parte com a Campanha do Rio Verde, e São Paulo, como de Piumhi, Cabeceiras do Rio São Francisco e Goiases, pertencente à Coleção da Família Almeida Prado, do Instituto de Estudos Brasileiros da Universidade de São Paulo. Desde então, Martins dedica-se ao estudo do mapa, processo iniciado há mais de trinta anos.
O pesquisador constatou que historiadores anteriores haviam analisado o mapa invertido, com o norte para baixo, o que não havia sido notado até então. Ele concluiu que o mapa foi elaborado a partir de diversos outros, representando os roteiros dos ataques aos quilombos do Campo Grande entre 1743 e 1760, coordenados pelo português Antônio Francisco França, responsável pelos comboios de mulas que abasteciam as tropas nas batalhas de 1758 e 1759, incluindo o ataque final ao Quilombo do Cascalho, em 1760.
A versão inicial do mapa foi criada a pedido de Gomes Freire de Andrada em 1760, enquanto a versão final, solicitada por Luiz Diogo Lobo da Silva, foi entregue em 1763. O mapa detalha os quilombos em cada rota de batalha, com informações sobre o número de casas em cada quilombo no momento de sua destruição. Além disso, indica a presença de dois núcleos denominados Ambrósio: um identificado como “Primeira Povoação do Ambrósio – Despovoado” e o outro como “Quilombo do Ambrósio – Despovoado”.

## Histórico

### Primeira povoação do Ambrósio – Atacada em 1746
O pesquisador Tarcísio José Martins concluiu — comparando o Mapa do Campo Grande com sucessivas cartas topográficas da região e outros documentos — que a Primeira Povoação do Ambrósio foi atacada, mas não destruída, em 1746 a mando de Gomes Freire de Andrade pelo capitão Antônio João de Oliveira. Ela localizava-se ao norte do atual território do município de Cristais. Segundo o autor:
- Tendo identificado nos mapas e no Google Earth a localização do Sítio dos Curtumes, onde se acantonaram as tropas de Oliveira, o primeiro indício para se excluir o Ambrósio de Ibiá está na carta de 8 de agosto de 1746 ao rei, onde Gomes Freire menciona “ser preciso que a tropa marchasse mais de cinquenta léguas até fim de setembro”. A distância do Sítio dos Curtumes ao sítio histórico de Ibiá ultrapassaria setenta e cinco léguas apenas de ida.

- O nome “Campo Grande”, dado à Confederação de Quilombos, deslocava-se de leste para oeste conforme também se deslocavam os quilombos. Em 1746, “Campo Grande” abrangia apenas a região entre o Rio do Peixe e o Rio Piumhi, sem ultrapassar o São Francisco, não alcançando os Goiases, onde posteriormente se estabeleceria o Ambrósio de Ibiá.

- Há indícios de que Gomes Freire proibiu referências oficiais aos ataques de 1746. Em 1757, seu irmão José Antônio escreveu sobre o “Quilombo Grande, junto ao do Ambrósio, que da outra vez foi destruído”. Em 1758, mencionou à Câmara de São João del-Rei o pedido de vinte canoas feito por Diogo Bueno para uma expedição ao Campo Grande, algo inviável para atacar o Ambrósio de Ibiá.

- Em fins de 1758 ou início de 1759, Diogo Bueno teria recebido ordens para atacar as “relíquias do Quilombo do Ambrósio” (segundo carta da Câmara de Tamanduá, 1793). Essas relíquias situavam-se no atual território de Aguanil, sudeste de Cristais. O ataque foi adiado e só em 1760 Diogo Bueno utilizou as vinte canoas para navegar pelo Rio Grande até a Serra das Esperanças (ou Serra da Boa Esperança), próxima de onde se localizava a Primeira Povoação do Ambrósio.

- Após a guerra de 1759 e o ataque final ao Quilombo do Cascalho (1760), Diogo Bueno, seu primo Bartolomeu Bueno do Prado e outros capitães reuniram-se no local identificado como “Boa Vista”. Em ata datada de 2 de outubro de 1760, o escrivão de Diogo Bueno relatou a passagem pela “paragem chamada Boa Vista, defronte do quilombo já destruído, chamado Quilombo Queimado”. A referência ao “Quilombo Queimado” no Mapa do Campo Grande seria, segundo Tarcísio Martins, a Primeira Povoação do Ambrósio.

- A carta da Câmara de Tamanduá (1793), mesmo tendenciosa, menciona a destruição do Cascalho e documenta a expedição de Diogo e Bartolomeu em 1760: “(...) os quais, indo em sete de agosto de mil setecentos e sessenta, abriram estradas e fizeram pontes e picadas até as vertentes do Rio Sapucaí, defronte do destruído Quilombo do Ambrósio (...)”.

- Provas documentais ignoradas pela historiografia incluem registros da Capela de Nossa Senhora da Ajuda dos Cristais (Livro TP-39 do Arquivo Público Mineiro), com menções ao Quilombo do Ambrósio em 1856. Exemplo: testamento de Jerônima Fernandes de Carvalho, lavrado em 1795 na Fazenda do Quilombo do Ambrósio.[3]

- O capitão Oliveira recebeu sesmarias em 1747 no local indicado como Primeira Povoação do Ambrósio no mapa do capitão França, hoje Cristais. Bartolomeu Bueno do Prado obteve nova carta de sesmaria em 1760 sobre a mesma área. Constantino Barbosa da Cunha adquiriu parte dessas terras em 1765, cuja posse foi homologada como “Sítio do Quilombo do Ambrósio”.[4]

- A tradição oral registrada por José Gomide Borges, de Candeias, relatou a memória de uma guerra ocorrida no local em 1746, preservada por descendentes de escravizados da região.

De acordo com Tarcísio Martins, a Primeira Povoação do Ambrósio localizava-se ao norte de Cristais, com toponímia histórica como o Morro Meia Laranja, o Morro do Quilombo e o Ribeirão do Paiol, confirmando o Mapa do Campo Grande (1763). As “relíquias” do quilombo estariam situadas no atual município de Aguanil, nascentes do Ribeirão Aguanil, afluente do Rio Grande.

### Segundo Quilombo do Ambrósio – Atacado em 1759
Ao contrário das abundantes provas documentais sobre o Primeiro Quilombo do Ambrósio, atacado em 1746 no atual município de Cristais, nenhum documento primário atesta que o Quilombo Grande, localizado na atual Ibiá e atacado somente em 1759, se chamasse de fato Quilombo do Ambrósio. Apenas documentação cartográfica e fontes secundárias trouxeram esta informação: 
1. Mapa-roteiro e um croqui anexados por Inácio Correia Pamplona ao polêmico relatório enviado ao governador Conde de Valadares sobre sua suposta entrada em 1769;
2. Mapa do Campo Grande, elaborado pelo capitão Antônio Francisco França, encarregado do trem bélico na Guerra de 1759 e companheiro de Bartolomeu Bueno do Prado e Diogo Bueno da Fonseca na Guerra de 1760, contra o Quilombo do Cascalho;
3. Livro de Registro de Terras de Araxá, Notação TP-1-011 (1855–1857) – Arquivo Público Mineiro (APM), também localizado pelo pesquisador Tarcísio José Martins e, pela primeira vez, indicado como fonte probatória.

O pesquisador Tarcísio José Martins concluiu que o sítio quilombola indicado por Pamplona em 1769 e referenciado também pelo livro de Álvaro da Silveira (1924) localiza-se entre Ibiá e Campos Altos, mas corresponderia apenas ao Paiol ou Quipaca (trincheiras) do Segundo Quilombo do Ambrósio. O quilombo propriamente dito abrangia uma área muito maior, estendendo-se do norte e nordeste desse ponto até as nascentes do Córrego do Quilombo, como indicado no mapa do capitão França (1763) e nos mapas municipais de Ibiá e São Gotardo, assinados em 1939 pelo engenheiro Benedito Quintino dos Santos, chefe do Serviço Geográfico de Minas Gerais, e pelos respectivos prefeitos.
O pesquisador critica o tombamento promovido pelo Ministério da Cultura durante o governo Fernando Henrique Cardoso, que, segundo ele, foi induzido por historiadores da UFMG e do IPHAN. Entre os equívocos apontados:  
- O tombamento baseou-se em documentação de 1746, como se as batalhas comandadas pelo capitão Oliveira contra o Primeiro Quilombo do Ambrósio tivessem ocorrido em Ibiá, quando na verdade ocorreram na região de Formiga e Cristais.
- O tombamento restringiu-se ao município de Ibiá, quando o sítio indicado abrange também Campos Altos.
- Considerou apenas o pequeno território onde ficava o Paiol ou Quipaca, quando o verdadeiro Sítio Histórico atacado por Bartolomeu Bueno em 1759 abrangia área muito maior.[8]

Na segunda edição de seu livro Quilombo do Campo Grande (agosto de 2008), Tarcísio José Martins detalhou os seguintes pontos:  
1. Alto do Quilombo – Local da capela de Santa Rosa de Lima e da atual Escola Municipal Quilombo do Ambrósio.
2. Fazenda Samambaia – Nascentes do córrego homônimo, onde se localizaria o Quilombo Samambaia.
3. Fazenda do Quilombo I – Margem direita do Ribeirão do Quilombo, em Ibiá.
4. Fazenda do Quilombo II – Margem direita do Córrego do Quilombo do Ambrósio, também em Ibiá.
5. Fazenda do Quilombo III – Margem esquerda do Córrego do Quilombo do Ambrósio, em Campos Altos.
6. Paiol ou Quipaca – Sítio indicado no croqui de Pamplona (1769).
7. Morro da Espia – Registrado em cartografia moderna, divergindo do croqui de Pamplona.
8. Foz do Córrego das Guaritas no Misericórdia – Divisa de Ibiá e Campos Altos.
9. Fazenda Santo Antônio do Quilombo – Localizada a oeste de Tobati, margem direita de outro Córrego do Quilombo.

O pesquisador localizou o documento nº 82129 (16 de dezembro de 1759) no Centro de Memória Digital da UnB, confirmando que o Rei do Quilombo do Ambrósio foi morto na batalha de 1759 contra os quilombos do Alto Paranaíba, Triângulo e Sudoeste de Minas. Cinquenta líderes quilombolas foram enviados como prisioneiros galés ao Rio de Janeiro, empregados por Gomes Freire de Andrade na reconstrução da Fortaleza de São Francisco Xavier da Ilha de Villegagnon.

## A violência no caminho de Goiás e o Quilombo do Ambrósio
Tem circulado diversas notícias falsas, muitas delas propagadas por pretensos historiadores, acerca do tema epigrafado. Estas informações, aqui reunidas, merecem, na sequência, ser devidamente esclarecidas.
O grande perigo da chamada "Picada de Goiás" eram os quilombos. Sobre a violência atribuída aos quilombolas, Luiz Gonzaga da Fonseca, em seu livro História de Oliveira (p. 37), descreve o caos provocado no Caminho de Goiás pelos quilombolas do Quilombo do Ambrósio, tido como o principal quilombo de Minas Gerais:
"Não há dúvida que esta invasão negra fora provocada por aquele escandaloso transitar pela picada, e que pegou a dar na vista demais. Goiás era uma Canaã. Voltavam ricos os que tinham ido pobres. Iam e vinham mares de aventureiros. Passavam boiadas e tropas. Seguiam comboios de escravos. Cargueiros intérminos, carregados de mercadorias, bugigangas, miçangas, tapeçarias e sal. Diante disso, negros foragidos de senzalas e de comboios em marcha, unidos a prófugos da justiça e mesmo a remanescentes dos extintos cataguás, foram se homiziando em certos pontos da estrada ("Caminho de Goiás" ou "Picada de Goiás"). Essas quadrilhas perigosas, sucursais dos quilombolas do Rio das Mortes, assaltavam transeuntes e os deixavam mortos no fundo dos boqueirões e perambeiras, depois de pilhar o que conduziam. Roubavam tudo. Boiadas. Tropas. Dinheiro. Cargueiros de mercadorias vindos da Corte (Rio de Janeiro). E até os próprios comboios de escravos, matando os comboieiros e libertando os negros atrelados. E com isto, era mais uma súcia de bandidos a engrossar a quadrilha. Em terras oliveirenses açoitava-se grande parte dessa nação de “caiambolas" organizados nas matas do Rio Grande e Rio das Mortes, de que já falamos. Entre os mais perigosos bandos do Campo Grande, figuravam o quilombo do negro Ambrósio e o negro Canalho."
O termo “Canalho”, atribuído ao Quilombo do Cascalho, reforça que a principal fonte de Fonseca foi a “Carta da Câmara de Tamanduá à Rainha – 1793”, documento amplamente questionado por conter informações forjadas.
A Picada de Goiás foi oficialmente reaberta em 1736–1737. O Quilombo do Campo Grande, atravessado por essa rota, deve ser dividido em duas fases:
- 1ª fase (até 1746): os limites da Comarca do Rio das Mortes, sediada em São João del-Rei, chegavam oficialmente apenas até a Capela da Laje (atual Resende Costa). Daí em diante, como confirmaria mais tarde Inácio Correia Pamplona,[14] tudo era conhecido como “Campo Grande e Picadas de Goiases”, nome que se estendeu até o atual Piumhi.
- 2ª fase (1750–1759): o termo "Campo Grande" passou a designar também a margem esquerda do rio São Francisco, incluindo o Triângulo Goiano, hoje Triângulo Mineiro.

O imposto da Capitação, imposto em 1735, esvaziou vilas e arraiais oficiais, provocando a fuga de brancos pobres e pretos forros com seus escravos para o sertão do Campo Grande, frustrando os planos arrecadatórios da Coroa.
O governador Gomes Freire de Andrade (1741) simplificou o conceito de quilombo, criminalizando qualquer ajuntamento de negros. Suas correspondências oficiais difundiram a imagem de quilombolas como perigosos, ainda que outras fontes da época quase não relatassem episódios de violência. Em contrapartida, as Câmaras das vilas denunciavam a brutalidade das tropas que cobravam o imposto da Capitação, esvaziando vilas e condenando a população à miséria.
A partir de 1750, com a morte de João V e a ascensão de José I e do Marquês de Pombal, o sistema da Capitação foi abolido. Sem a Capitação, o Campo Grande tornou-se refúgio quase exclusivo de escravizados fugitivos, que se deslocaram para além do São Francisco.
Em 1759, Bartolomeu Bueno do Prado liderou expedições contra os quilombos do Campo Grande. Dessa vez, as tropas governamentais teriam saído vitoriosas, destruindo as principais povoações.  
Inácio Correia Pamplona (1769) e a Revista do Arquivo Público Mineiro (1897–1910) divulgaram informações falsas sobre os quilombolas e o Quilombo do Ambrósio, alimentando preconceitos e encobrindo o genocídio associado à Capitação.  
Pamplona chegou a declarar no relatório de 1769 ao Conde de Valadares que o Quilombo do Ambrósio era “não afamado nestas minas como prejudicial aos moradores delas”. As Cartas Chilenas (1788) também mencionaram o quilombo de Ambrósio sem qualquer conotação violenta.
As exageradas narrativas sobre a violência quilombola no século XVIII derivam quase sempre de fontes oficiais comprometidas, conforme demonstra Tarcísio José Martins em seus livros e no site MG Quilombo.

## Os dois Quilombos do Ambrósio
Há muito mais provas documentais sobre a localização da Primeira Povoação do Ambrósio e suas “relíquias” em Cristais, Formiga e Aguanil do que sobre o chamado Segundo Quilombo do Ambrósio, situado entre Ibiá e Campos Altos.
O poder constituído da época procurou apagar as memórias da verdadeira localização da Primeira Povoação, atacada em 1746, deslocando-a indevidamente para dentro do atual Triângulo Mineiro e difundindo a narrativa, comprovadamente falsa, de que o próprio Ambrósio teria sido morto nessa batalha.  
O conde de Bobadela, governador das Minas, não incluiu tal ataque na lista de seus feitos. Seus bajuladores, como Cláudio Manuel da Costa e Basílio da Gama, tampouco atribuíram a ele este "mérito". Por outro lado, as Cartas Chilenas referem-se ao “afamado Quilombo em que viveu o Pai Ambrósio”, sugerindo uma fama que não combina com a narrativa oficial posterior.  
As campanhas militares de 1759–1760 foram atribuídas somente a José Antônio Freire de Andrade, irmão e substituto de Gomes Freire no governo da Capitania. Na realidade, José Antônio atuou sempre sob o comando indireto do irmão, sem governar com plena autonomia.  
Sobre o Quilombo de Ibiá, o escrivão de Inácio Correia Pamplona registrou que aquele quilombo era “não afamado nestas minas como prejudicial aos moradores delas”. A palavra “NÃO” foi confirmada por pesquisas recentes, reforçando que o Ambrósio de Ibiá não desfrutava da mesma importância histórica e simbólica do quilombo original.
A ideologicamente falsa Carta da Câmara de Tamanduá, enviada à rainha em 1793, deu sustentação ao antigo projeto político de Gomes Freire e Alexandre de Gusmão de anexar o então Sertão da Farinha Podre (atual Triângulo Mineiro). Esta falsificação foi reforçada por uma historiografia enviesada e obras como o conto “Quilombolas – Lenda Mineira Inédita”, publicado pela Revista do Arquivo Público Mineiro em 1904, que misturou ficção e história.  
Além disso, tal narrativa falseada tentou apagar a memória popular acerca do rei Ambrósio, um negro livre nascido no Brasil, que nunca fora escravizado nem tinha origem africana, como inventado pelo escritor Joaquim do Carmo Gama no referido conto.